# كونراد رودولف
كونراد رودولف (بالإنجليزية: Conrad Rudolph)‏ هو مؤرخ الفن أمريكي، ولد في 1951.